# كريستين شويري
كريستين شويري (18 سبتمبر 1963 -) هي ممثلة وكاتبة لبنانية.

## حياتها ونشأته
ولدت في 18 سبتمبر 1963 في بيروت، لبنان، سافرت إلى فرنسا لتلقي علوم التصميم الإعلامي، وهو ما جعلها بعيدة عن مجال الفن خلال هذه الفترة، ولكن حبها للتمثيل كان يشغل وجدانها.

## مسيرتها
شاركت في العديد من المسلسلات والأفلام اللبنانية، من أبرزها

### مسلسلات
مسلسل الطويبي (1998) وأبو الطيب المتنبي (2002) ونزار قباني (2005) وفيلم غدي (2013) والتقرير (1986).

### أفلام
شاركت في عدد من الأفلام، منها: هوا بيروت، طيف المدينة، الليلة الزرقاء، الأيام الأخيرة، هروب مع سبق الإصرار، في مهب الريح، الرسالة الأخيرة...، على الشاشة الصغيرة قدمت عددا من المسلسلات التليفزيونية، منها: بين بيروت ودبي، دموع الندم، الحل بإدك، أبو الطيب المتنبي، اسمها لا، الطويبي وعروس بيروت.

## وصلات خارجية
- كريستين شويري على موقع IMDb (الإنجليزية)
- كريستين شويري على موقع قاعدة بيانات الأفلام العربية
- كريستين شويري على موقع ألو سيني (الفرنسية)
- كريستين شويري على موقع قاعدة بيانات الفيلم (الإنجليزية)